# Sonoraöknen

Lägeskarta

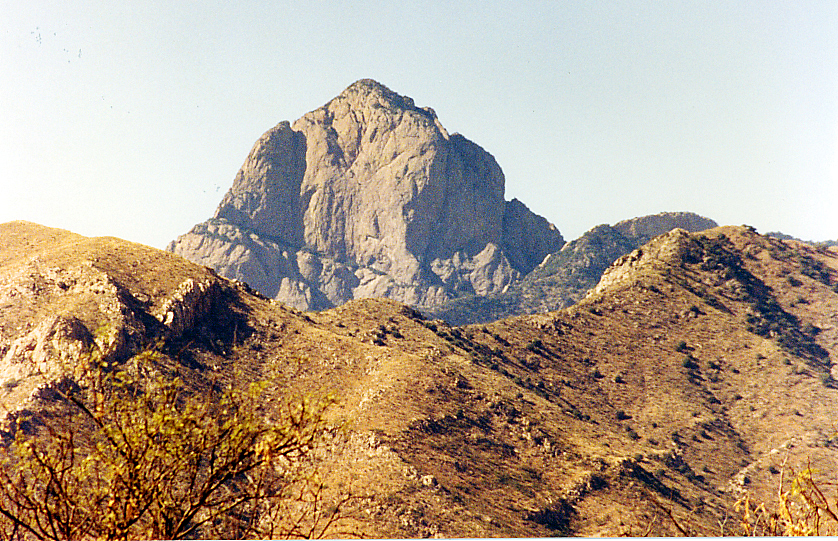
Berget Baboquovari, som ligger i Sonoraöknen

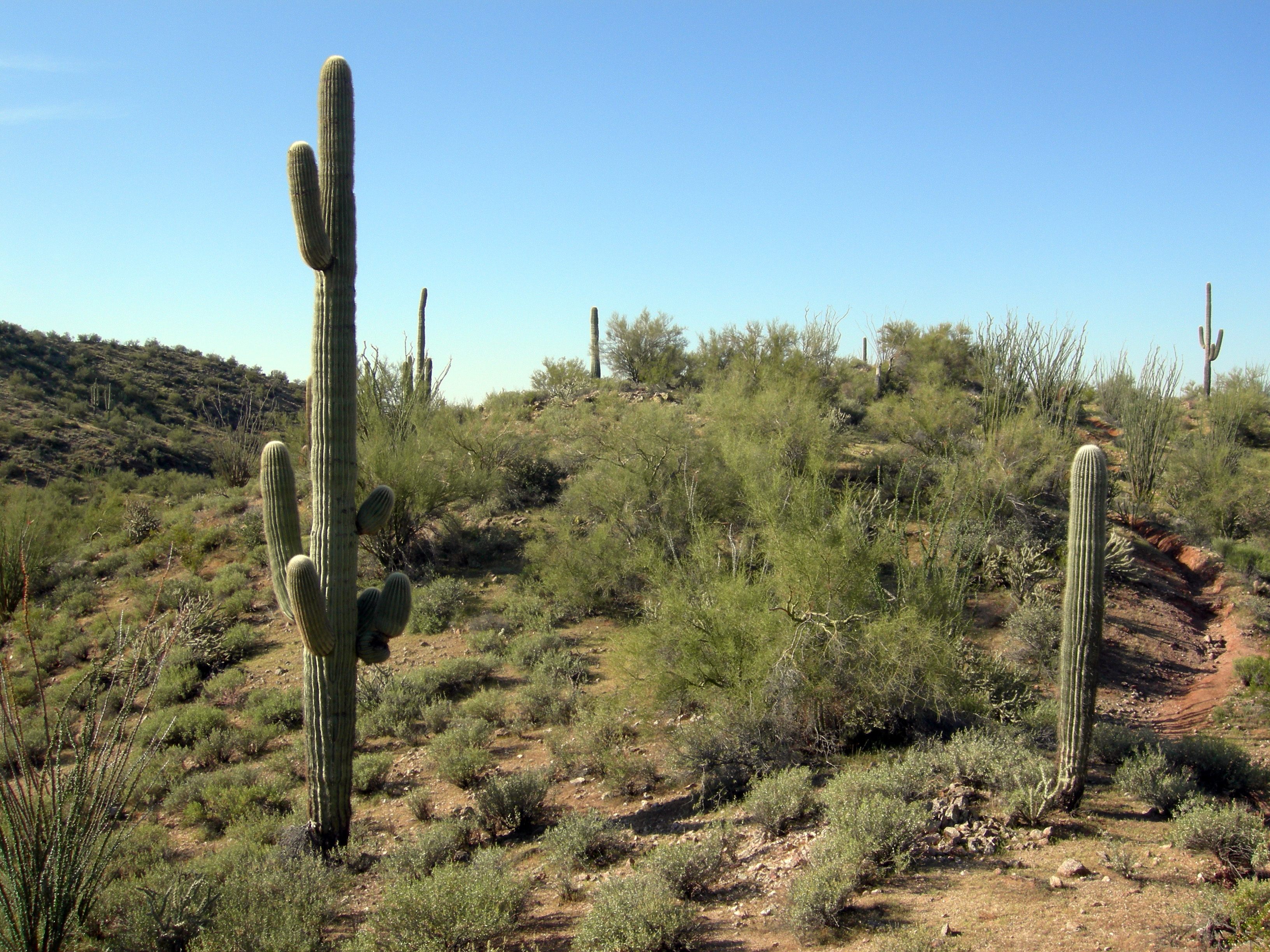

Sonoraöknen, på engelska "Sonoran Desert" (som ibland kallas "Gila Desert" efter Gila River och som har smeknamnet "the Low Desert" ("den lågt liggande öknen") i motsats till den högre belägna Mojaveöknen) är en nordamerikansk öken som ligger på båda sidor om den amerikansk-mexikanska gränsen och täcker en stor del av de amerikanska delstaterna Arizona och Kalifornien och den mexikanska delstaten Sonora. Den är en av de största och varmaste öknarna i Nordamerika, 311 000 kvadratkilometer. Sonoraöknen är frodig i jämförelse med de flesta andra öknar. Två dominerande typer av växter skiljer Sonoraöknen från andra nordamerikanska öknar: baljväxter och kandelaberkaktusar. I öknen finns unika djur- och växtarter som till exempel Saguarokaktusen (Carnegiea gigantea). I Sonoraöknen finns därutöver ett rikt spektrum av cirka 2 000 växtarter.
Sonoraöknen skiljer sig tydligt från de andra tre nordamerikanska öknarna genom att den har milda vintrar; det mesta av området har sällan frost. Cirka hälften av livsformerna har tropiskt ursprung, med livscykler anpassade till den korta sommarregnsäsongen. På vintern kan det regna rikligt, vilket medför enorma populationer av ettåriga växter.
Den 17 januari 2001 avsattes 2008 kvadratkilometer av Sonoraöknen till "Sonoran Desert National Monument" i avsikt att stärka skyddet för området.
Coloradoöknen är den del av Sonoraöknen som ligger väster om Coloradofloden i Kalifornien.